# Паралия Дионисиу
Паралия Дионисиу (на гръцки: Παραλία Διονυσίου, в превод Плаж на Дионисиу) е курортно селище в Егейска Македония, Гърция, в община Неа Пропонтида, регион /административна област/ Централна Македония. Паралия Дионисиу има население от 736 души (2001).

## География
Паралия Дионисиу е разположено в югозападния край на Халкидическия полуостров, на брега на Солунския залив, на 10 километра югоизточно от Неа Триглия.

## История
Селото е основано през 1964 година от преселници от близкото селище Дионисиу.